# カトゥン
カトゥンは、古代メソアメリカ文明で用いられた長期暦で、20トゥン、すなわち7200キン（日）にあたる単位である。グレゴリオ暦で約19.7年に相当する。カトゥンの終了にあたる日には、その日を祝って、石碑が建てられたり、戦争捕虜を生贄に捧げたり、新しい神殿を建築したり、古い神殿を改築したりした。
カトゥンというのはユカテコ語の名称であり、古典期のマヤ人は「20年」を意味するウィニクハーブ(winikhaabʼ)と呼んでいた。